# Danieł Georgiewski
Danieł Georgiewski (mac. Даниел Георгиевски; ur. 17 lutego 1988 w City of Blacktown, Australia) – macedoński piłkarz grający na pozycji obrońcy.  Od 2012 roku zawodnik klubu Steaua Bukareszt. W reprezentacji Macedonii zadebiutował w 2011 roku.